# Kazimierz Wolmer
Kazimierz Wolmer, (pisany także Walmor i Wulmer), herbu Korwin (ur. 1723  – zm. 9 września 1807) – Kasztelan grodzieński, marszałek grodzieński, komisarz komisji porządkowej cywilno-wojskowej województwa trockiego powiatu grodzieńskiego w 1790 roku, poseł na Sejm Wielki.

## Sprawowane urzędy
- podczaszy inflancki 1763[2]
- Podczaszy smoleński 1763[3]
- budowniczy grodzieński 1763-1765
- oboźny grodzieński 1765
- sędzia grodzki grodzieński 1765-1770
- sędzia ziemski grodzieński 1770-1777
- pisarz skarbowy litewski 1777
- chorąży nadworny litewski 1777-1781
- marszałek grodzieński 1784-1793
- kasztelan grodzieński 1793-1798[4]

## Poseł naSejm Rzeczypospolitej Obojga Narodów
- 1768 z powiatu grodzieńskiego
- 1773-1775 z powiatu grodzieńskiego[5]
- 1776 z powiatu grodzieńskiego[6], sędzia sejmowy[7].
- 1778 z powiatu smoleńskiego[8].
- 1784 - z powiatu grodzieńskiego
- 1788-1790 z powiatu grodzieńskiego

## DeputatnaTrybunał Główny Wielkiego Księstwa Litewskiego
- 1771/1772 z powiatu grodzieńskiego
- 1777/1778 z powiatu grodzieńskiego, obrany wicemarszałkiem
- 1782/1783 z powiatu grodzieńskiego
- 1792 z powiatu grodzieńskiego

## Życiorys
Zapewne do Grodna przybył z Inflant. Już w 1750 roku pojawia się na sejmiku grodzieńskim (obok Ludwika Wolmera – zapewne brata) i odtąd nieprzerwanie działa w przestrzeni życia publicznego przez ostatnie półwiecze istnienia Rzeczypospolitej.
Pięciokrotnie wybierany posłem na Sejm przez sejmik powiatu grodzieńskiego. Członek konfederacji 1773 roku. Jako poseł grodzieński na sejmie rozbiorowym 1773–1775 wszedł w skład delegacji wyłonionej pod naciskiem dyplomatów trzech państw rozbiorczych, mającej przeprowadzić rozbiór, powołany do Komisji Emfiteutycznej Litewskiej. 18 września 1773 roku podpisał traktaty cesji przez Rzeczpospolitą Obojga Narodów ziem zagarniętych przez Rosję, Prusy i Austrię w I rozbiorze Polski. Członek konfederacji targowickiej.
Członek konfederacji Andrzeja Mokronowskiego w 1776 roku i poseł na sejm 1776 roku z powiatu grodzieńskiego. Przez całe dekady był zaangażowany we wszystkie prace polityczne powiatu i jednym z bardziej wpływowych ludzi w całym Wielkim Księstwie Litewskim. W 1788 roku wraz z Aleksandrem Michałem Eysymonttem wybrany na Sejm Wielki. W roku 1793 został mianowany kasztelanem grodzieńskim, jako pierwszy i ostatni na tym urzędzie. Zmarł w Grodnie 9 września 1807 roku mając 84 lata.

## Odznaczenia
- 1778 - Order Świętego Stanisława
- 1792 - Order Orła Białego

## Rodzina
Był ożeniony z Anną Chlewińską. Miał z nią synów Leonarda Kazimierza, oboźnego grodzieńskiego, Ignacego (ur. 1771), Józefa (ur. 1772) i Jana.